# NHL Entry Draft 2006
Der NHL Entry Draft 2006 fand am 24. Juni 2006 im General Motors Place in Vancouver, Kanada statt. Die 30 NHL-Teams hatten dabei die Chance sich die Rechte an den hoffnungsvollsten Talenten zu sichern. Jedes Team durfte pro Runde einen Spieler auswählen, sofern das Team das Wahlrecht nicht in einem Transfer abgegeben hatte.

## Draftreihenfolge

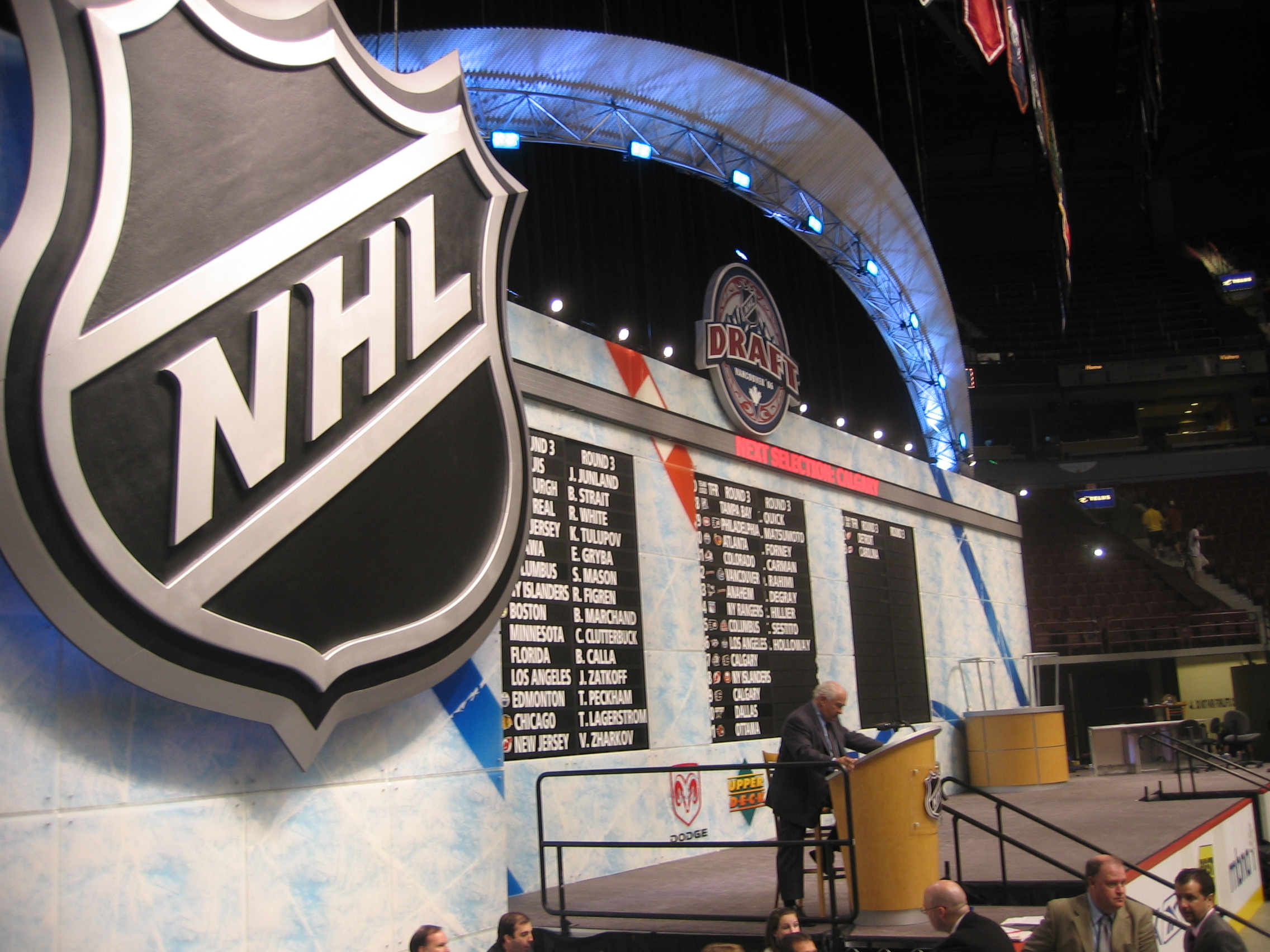
Die Bühne des NHL Entry Draft 2006 in Vancouver

Die Draft-Lotterie am 20. April 2006 ergab folgende Reihenfolge für die Positionen 1–14 des Entry Drafts, die Ergebnisse der Playoffs waren ausschlaggebend für die Positionen 15–30. Falls ein Draft-Pick durch einen Transfer erworben wurde, steht in Klammern der ursprüngliche Eigentümer des Draft-Picks. Diese Verteilung bezieht sich nur auf die erste Runde des Entry Draft.

## Draftergebnis
Wie erwartet wurde Erik Johnson als Erster im Entry draft ausgewählt und gehört damit dem NHL-System der St. Louis Blues an. Er ist in der Geschichte des Drafts erst der fünfte US-Amerikaner, der an erster Stelle gezogen wurde. Erster europäischer Spieler an vierter Position wurde Nicklas Bäckström aus Schweden. An 14. Stelle wurde Michael Grabner aus Österreich von den Vancouver Canucks gedraftet.
Während des Drafts wurde Minnesotas erster Draftpick Trevor Lewis (17. Stelle) in einem Tauschgeschäft zu den Los Angeles Kings transferiert.
Jordan Staal von den Pittsburgh Penguins und Phil Kessel von den Boston Bruins waren die einzigen Spieler aus der ersten Runde, die schon in der Saison 2006/07 in der NHL eingesetzt wurden.
Legende: G = Torwart; D =Verteidiger; C = Center; W = Flügel; LW = Linker Flügel; RW = Rechter Flügel

### Runde 1
| #  | Spieler           | Nationalität | Pos | NHL-Team                                       | College-/ Junioren-/ Profi-Team                     |
| -- | ----------------- | ------------ | --- | ---------------------------------------------- | --------------------------------------------------- |
| 1  | Erik Johnson      | USA          | D   | St. Louis Blues                                | USA Hockey National Team Development Program (NAHL) |
| 2  | Jordan Staal      | Kanada       | C   | Pittsburgh Penguins                            | Peterborough Petes (OHL)                            |
| 3  | Jonathan Toews    | Kanada       | C/W | Chicago Blackhawks                             | University of North Dakota (NCAA)                   |
| 4  | Nicklas Bäckström | Schweden     | C   | Washington Capitals                            | Brynäs IF Gävle (Elitserien)                        |
| 5  | Phil Kessel       | USA          | C/W | Boston Bruins                                  | University of Minnesota (NCAA)                      |
| 6  | Derick Brassard   | Kanada       | C   | Columbus Blue Jackets                          | Drummondville Voltigeurs (QMJHL)                    |
| 7  | Kyle Okposo       | USA          | RW  | New York Islanders                             | Des Moines Buccaneers (USHL)                        |
| 8  | Peter Mueller     | USA          | C   | Phoenix Coyotes                                | Everett Silvertips (WHL)                            |
| 9  | James Sheppard    | Kanada       | C/W | Minnesota Wild                                 | Cape Breton Screaming Eagles (QMJHL)                |
| 10 | Michael Frolík    | Tschechien   | RW  | Florida Panthers                               | HC Kladno (Extraliga)                               |
| 11 | Jonathan Bernier  | Kanada       | G   | Los Angeles Kings                              | Lewiston MAINEiacs (QMJHL)                          |
| 12 | Bryan Little      | Kanada       | C   | Atlanta Thrashers                              | Barrie Colts (OHL)                                  |
| 13 | Jiří Tlustý       | Tschechien   | C/W | Toronto Maple Leafs                            | HC Kladno (Extraliga)                               |
| 14 | Michael Grabner   | Österreich   | RW  | Vancouver Canucks                              | Spokane Chiefs (WHL)                                |
| 15 | Riku Helenius     | Finnland     | G   | Tampa Bay Lightning                            | Ilves Tampere (SM-liiga)                            |
| 16 | Ty Wishart        | Kanada       | D   | San Jose Sharks (von Montréal)                 | Prince George Cougars (WHL)                         |
| 17 | Trevor Lewis      | USA          | C   | Los Angeles Kings (von Edmonton via Minnesota) | Des Moines Buccaneers (USHL)                        |
| 18 | Chris Stewart     | Kanada       | RW  | Colorado Avalanche                             | Kingston Frontenacs (OHL)                           |
| 19 | Mark Mitera       | USA          | D   | Anaheim Ducks                                  | University of Michigan (NCAA)                       |
| 20 | David Fischer     | USA          | D   | Montréal Canadiens (von San Jose)              | Apple Valley High School (US High School)           |
| 21 | Bobby Sanguinetti | USA          | D   | New York Rangers                               | Owen Sound Attack (OHL)                             |
| 22 | Claude Giroux     | Kanada       | RW  | Philadelphia Flyers                            | Gatineau Olympiques (QMJHL)                         |
| 23 | Semjon Warlamow   | Russland     | G   | Washington Capitals (von Nashville)            | Lokomotive Jaroslawl (Superliga)                    |
| 24 | Dennis Persson    | Schweden     | D   | Buffalo Sabres                                 | VIK Västerås HK (Allsvenskan)                       |
| 25 | Patrik Berglund   | Schweden     | C   | St. Louis Blues (von New Jersey)               | VIK Västerås HK (Allsvenskan)                       |
| 26 | Leland Irving     | Kanada       | G   | Calgary Flames                                 | Everett Silvertips (WHL)                            |
| 27 | Iwan Wischnewski  | Russland     | D   | Dallas Stars                                   | Huskies de Rouyn-Noranda (QMJHL)                    |
| 28 | Nick Foligno      | USA          | LW  | Ottawa Senators                                | Sudbury Wolves (OHL)                                |
| 29 | Chris Summers     | USA          | D   | Phoenix Coyotes (von Detroit)                  | USA Hockey National Team Development Program (NAHL) |
| 30 | Matt Corrente     | Kanada       | D   | New Jersey Devils (von Carolina via St. Louis) | Saginaw Spirit (OHL)                                |

### Runde 2
| #  | Spieler             | Nationalität | Pos | NHL-Team                                                       | College-/ Junioren-/ Profi-Team                     |
| -- | ------------------- | ------------ | --- | -------------------------------------------------------------- | --------------------------------------------------- |
| 31 | Tomáš Káňa          | Tschechien   | C   | St. Louis Blues                                                | HC Vítkovice (Extraliga)                            |
| 32 | Carl Sneep          | USA          | D   | Pittsburgh Penguins                                            | Brainerd (US High School)                           |
| 33 | Igor Makarow        | Russland     | RW  | Chicago Blackhawks                                             | Krylja Sowetow Moskau (Superliga)                   |
| 34 | Michal Neuvirth     | Tschechien   | G   | Washington Capitals                                            | HC Sparta Prag (Extraliga)                          |
| 35 | François Bouchard   | Kanada       | RW  | Washington Capitals (von Boston)                               | Baie-Comeau Drakkar (QMJHL)                         |
| 36 | Jamie McGinn        | Kanada       | LW  | San Jose Sharks (von Columbus)                                 | Ottawa 67’s (OHL)                                   |
| 37 | Juri Alexandrow     | Russland     | D   | Boston Bruins                                                  | Sewerstal Tscherepowez (Superliga)                  |
| 38 | Bryce Swan          | Kanada       | RW  | Anaheim Ducks (von NY Islanders via Vancouver)                 | Halifax Mooseheads (QMJHL)                          |
| 39 | Andreas Nödl        | Österreich   | RW  | Philadelphia Flyers (von Phoenix)                              | Sioux Falls Stampede (USHL)                         |
| 40 | Ondřej Fiala        | Tschechien   | C   | Minnesota Wild                                                 | Everett Silvertips (WHL)                            |
| 41 | Cory Emmerton       | Kanada       | C/W | Detroit Red Wings (von Florida via Philadelphia und Phoenix)   | Kingston Frontenacs (OHL)                           |
| 42 | Michael Ratchuk     | USA          | D   | Philadelphia Flyers (von Los Angeles)                          | USA Hockey National Team Development Program (NAHL) |
| 43 | Riley Holzapfel     | Kanada       | C   | Atlanta Thrashers                                              | Moose Jaw Warriors (WHL)                            |
| 44 | Nikolai Kuljomin    | Russland     | W   | Toronto Maple Leafs                                            | HK Metallurg Magnitogorsk (Superliga)               |
| 45 | Jeff Petry          | USA          | D   | Edmonton Oilers                                                | Des Moines Buccaneers (USHL)                        |
| 46 | Jhonas Enroth       | Schweden     | G   | Buffalo Sabres (von Vancouver)                                 | Södertälje SK (Elitserien)                          |
| 47 | Shawn Matthias      | Kanada       | C   | Detroit Red Wings (von Phoenix via Tampa Bay und Philadelphia) | Belleville Bulls (OHL)                              |
| 48 | Joe Ryan            | USA          | D   | Los Angeles Kings                                              | Quebec Remparts (QMJHL)                             |
| 49 | Ben Maxwell         | Kanada       | C   | Montréal Canadiens                                             | Kootenay Ice (WHL)                                  |
| 50 | Milan Lucic         | Kanada       | LW  | Boston Bruins (von Edmonton)                                   | Vancouver Giants (WHL)                              |
| 51 | Nigel Williams      | USA          | D   | Colorado Avalanche                                             | USA Hockey National Team Development Program (NAHL) |
| 52 | Keith Seabrook      | Kanada       | D   | Washington Capitals (von Anaheim)                              | Burnaby Express (BCHL)                              |
| 53 | Mathieu Carle       | Kanada       | D   | Montréal Canadiens (von San Jose)                              | Acadie-Bathurst Titan (QMJHL)                       |
| 54 | Artjom Anissimow    | Russland     | C   | New York Rangers                                               | Lokomotive Jaroslawl (Superliga)                    |
| 55 | Denis Bodrow        | Russland     | D   | Philadelphia Flyers                                            | HK Lada Toljatti (Superliga)                        |
| 56 | Blake Geoffrion     | USA          | LW  | Nashville Predators                                            | USA Hockey National Team Development Program (NAHL) |
| 57 | Mike Weber          | USA          | D   | Buffalo Sabres                                                 | Windsor Spitfires (OHL)                             |
| 58 | Alexander Wassjunow | Russland     | LW  | New Jersey Devils                                              | Lokomotive Jaroslawl (Superliga)                    |
| 59 | Codey Burki         | Kanada       | C   | Colorado Avalanche (von Calgary)                               | Brandon Wheat Kings (WHL)                           |
| 60 | Jesse Joensuu       | Finnland     | W   | New York Islanders (von Dallas)                                | Porin Ässät (SM-liiga)                              |
| 61 | Simon Danis-Pepin   | Kanada       | D   | Chicago Blackhawks (von Ottawa)                                | University of Maine (NCAA)                          |
| 62 | Dick Axelsson       | Schweden     | W   | Detroit Red Wings                                              | Huddinge IK (Division 1)                            |
| 63 | Jamie McBain        | USA          | D   | Carolina Hurricanes                                            | USA Hockey National Team Development Program (NAHL) |

### Runde 3
| #  | Spieler           | Nationalität       | Pos | NHL-Team                                              | College-/ Junioren-/ Profi-Team                     |
| -- | ----------------- | ------------------ | --- | ----------------------------------------------------- | --------------------------------------------------- |
| 64 | Jonas Junland     | Schweden           | D   | St. Louis Blues                                       | Linköpings HC (Allsvenskan)                         |
| 65 | Brian Strait      | Vereinigte Staaten | D   | Pittsburgh Penguins                                   | Boston University (NCAA)                            |
| 66 | Ryan White        | Kanada             | C   | Montréal Canadiens (von Chicago via Philadelphia)     | Calgary Hitmen (WHL)                                |
| 67 | Kirill Tulupow    | Russland           | D   | New Jersey Devils (von Washington)                    | Neftjanik Leninogorsk (Wysschaja Liga)              |
| 68 | Eric Gryba        | Kanada             | D   | Ottawa Senators (von Boston)                          | Green Bay Gamblers (USHL)                           |
| 69 | Steve Mason       | Kanada             | G   | Columbus Blue Jackets                                 | London Knights (OHL)                                |
| 70 | Robin Figren      | Schweden           | LW  | New York Islanders                                    | Frölunda HC (Elitserien)                            |
| 71 | Brad Marchand     | Kanada             | LW  | Boston Bruins (von Phoenix via NY Islanders)          | Moncton Wildcats (QMJHL)                            |
| 72 | Cal Clutterbuck   | Kanada             | RW  | Minnesota Wild                                        | Oshawa Generals (OHL)                               |
| 73 | Brady Calla       | Kanada             | RW  | Florida Panthers                                      | Everett Silvertips (WHL)                            |
| 74 | Jeff Zatkoff      | Vereinigte Staaten | G   | Los Angeles Kings                                     | Miami University (NCAA)                             |
| 75 | Theo Peckham      | Kanada             | D   | Edmonton Oilers (von Atlanta)                         | Owen Sound Attack (OHL)                             |
| 76 | Tony Lagerström   | Schweden           | C   | Chicago Blackhawks (von Toronto)                      | Södertälje SK (Elitserien)                          |
| 77 | Wladimir Scharkow | Russland           | RW  | New Jersey Devils (von Vancouver via St. Louis)       | HK ZSKA Moskau (Superliga)                          |
| 78 | Kevin Quick       | Vereinigte Staaten | D   | Tampa Bay Lightning                                   | Salisbury School (US High School)                   |
| 79 | Jon Matsumoto     | Kanada             | C   | Philadelphia Flyers (von Montréal)                    | Bowling Green State University (NCAA)               |
| 80 | Michael Forney    | Vereinigte Staaten | LW  | Atlanta Thrashers (von Edmonton)                      | Thief River Falls (US High School)                  |
| 81 | Mike Carman       | Vereinigte Staaten | C   | Colorado Avalanche                                    | USA Hockey National Team Development Program (NAHL) |
| 82 | Daniel Rahimi     | Schweden           | D   | Vancouver Canucks                                     | IF Björklöven (Allsvenskan)                         |
| 83 | John de Gray      | Kanada             | D   | Anaheim Ducks (von San Jose via NY Rangers)           | Brampton Battalion (OHL)                            |
| 84 | Ryan Hillier      | Kanada             | LW  | New York Rangers                                      | Halifax Mooseheads (QMJHL)                          |
| 85 | Tom Sestito       | Vereinigte Staaten | LW  | Columbus Blue Jackets (von San Jose via Philadelphia) | Plymouth Whalers (OHL)                              |
| 86 | Bud Holloway      | Kanada             | RW  | Los Angeles Kings (von Nashville via Philadelphia)    | Seattle Thunderbirds (WHL)                          |
| 87 | John Armstrong    | Kanada             | C   | Calgary Flames (von Buffalo)                          | Plymouth Whalers (OHL)                              |
| 88 | Jonas Ahnelöv     | Schweden           | D   | Phoenix Coyotes (von NY Islanders via New Jersey)     | Frölunda HC (Elitserien)                            |
| 89 | Aaron Marvin      | Vereinigte Staaten | C   | Calgary Flames                                        | Warroad High School (US High School)                |
| 90 | Aaron Snow        | Kanada             | LW  | Dallas Stars                                          | Brampton Battalion (OHL)                            |
| 91 | Kaspars Daugaviņš | Lettland           | LW  | Ottawa Senators                                       | HK Riga 2000 (LHL)                                  |
| 92 | Daniel Larsson    | Schweden           | G   | Detroit Red Wings                                     | Hammarby IF (Allsvenskan)                           |
| 93 | Harrison Reed     | Kanada             | RW  | Carolina Hurricanes                                   | Sarnia Sting (OHL)                                  |

### Runde 4
| #   | Spieler           | Nationalität       | Pos | NHL-Team                                                    | College-/ Junioren-/ Profi-Team                     |
| --- | ----------------- | ------------------ | --- | ----------------------------------------------------------- | --------------------------------------------------- |
| 97  | Oskar Osala       | Finnland           | LW  | Washington Capitals                                         | Mississauga IceDogs (OHL)                           |
| 99  | James Reimer      | Kanada             | G   | Toronto Maple Leafs (von Columbus via Carolina und Chicago) | Red Deer Rebels (WHL)                               |
| 100 | Rhett Rakhshani   | Vereinigte Staaten | RW  | New York Islanders                                          | USA Hockey National Team Development Program (NAHL) |
| 101 | Joonas Lehtivuori | Finnland           | D   | Philadelphia Flyers                                         | Tampereeen Ilves                                    |
| 104 | David Květoň      | Tschechien         | RW  | New York Rangers (von Los Angeles)                          | Vsetínská hokejová (Extraliga)                      |
| 106 | Reto Berra        | Schweiz            | G   | St. Louis Blues (von Toronto via Carolina)                  | GCK Lions (NLB)                                     |
| 109 | Jakub Kovář       | Tschechien         | G   | Philadelphia Flyers (von Montréal)                          | HC České Budějovice (Extraliga)                     |
| 111 | Korbinian Holzer  | Deutschland        | D   | Toronto Maple Leafs (von Colorado via Chicago)              | EC Bad Tölz (2. Bundesliga)                         |
| 112 | Matt Beleskey     | Kanada             | LW  | Mighty Ducks of Anaheim                                     | Belleville Bulls (OHL)                              |
| 114 | Niclas Andersén   | Schweden           | D   | Los Angeles Kings (von NY Rangers)                          | Leksands IF (Elitserien)                            |
| 115 | Tomáš Marcinko    | Slowakei           | C   | New York Islanders (von Philadelphia via Phoenix)           | HC Košice (Extraliga)                               |
| 117 | Felix Schütz      | Deutschland        | C   | Buffalo Sabres                                              | Saint John Sea Dogs (QMJHL)                         |
| 120 | Richard Bachman   | Vereinigte Staaten | G   | Dallas Stars                                                | Cushing Academy (US High School)                    |

### Runde 5
| #   | Spieler           | Nationalität       | Pos | NHL-Team                                        | College-/ Junioren-/ Profi-Team            |
| --- | ----------------- | ------------------ | --- | ----------------------------------------------- | ------------------------------------------ |
| 125 | Chad Johnson      | Kanada             | G   | Pittsburgh Penguins                             | University of Alaska Fairbanks (NCAA)      |
| 128 | Andrew Bodnarchuk | Kanada             | D   | Boston Bruins                                   | Halifax Mooseheads (QMJHL)                 |
| 129 | Robert Nyholm     | Finnland           | RW  | Columbus Blue Jackets                           | Helsingfors IFK (SM-liiga)                 |
| 132 | Niko Hovinen      | Finnland           | G   | Minnesota Wild                                  | Jokerit (SM-liiga)                         |
| 134 | David Meckler     | Vereinigte Staaten | C   | Los Angeles Kings                               | Yale University (NCAA)                     |
| 137 | Tomáš Záborský    | Slowakei           | LW  | New York Rangers (von Vancouver via Washington) | HC Dukla Trenčín (Extraliga)               |
| 139 | Pawel Walentenko  | Russland           | D   | Montréal Canadiens                              | Neftechimik Nischnekamsk (Superliga)       |
| 145 | Jon Rheault       | Vereinigte Staaten | RW  | Philadelphia Flyers                             | Providence College (NCAA)                  |
| 147 | Alex Biega        | Kanada             | D   | Buffalo Sabres                                  | Salisbury School (High School Connecticut) |
| 149 | Juuso Puustinen   | Finnland           | RW  | Calgary Flames                                  | KalPa Kuopio (SM-liiga)                    |

### Runde 6
| #   | Spieler           | Nationalität | Pos | NHL-Team                          | College-/ Junioren-/ Profi-Team    |
| --- | ----------------- | ------------ | --- | --------------------------------- | ---------------------------------- |
| 160 | Andrew MacDonald  | Kanada       | D   | New York Islanders                | Moncton Wildcats (QMJHL)           |
| 161 | Viktor Stålberg   | Schweden     | LW  | Toronto Maple Leafs (von Phoenix) | Frölunda HC (Elitserien)           |
| 162 | Julian Walker     | Schweiz      | W   | Minnesota Wild                    | EHC Basel (NLA)                    |
| 163 | Sergei Schirokow  | Russland     | LW  | Vancouver Canucks (von Florida)   | HK ZSKA Moskau (Superliga)         |
| 164 | Constantin Braun  | Deutschland  | LW  | Los Angeles Kings                 | Eisbären Berlin (DEL)              |
| 165 | Jonas Enlund      | Finnland     | C   | Atlanta Thrashers                 | Helsingfors IFK (SM-liiga)         |
| 170 | Alexander Bumagin | Russland     | F   | Edmonton Oilers                   | HK Lada Toljatti (Superliga)       |
| 172 | Petteri Wirtanen  | Finnland     | C   | Anaheim Ducks                     | Hämeenlinnan Pallokerho (SM-liiga) |
| 177 | Mathieu Perreault | Kanada       | C   | Washington Capitals (von Buffalo) | Acadie-Bathurst Titan (QMJHL)      |
| 180 | Leo Komarov       | Finnland     | F   | Toronto Maple Leafs (von Dallas)  | Pelicans Lahti (SM-liiga)          |
| 182 | Jan Muršak        | Slowenien    | LW  | Detroit Red Wings                 | HC České Budějovice (Extraliga)    |

### Runde 7
| #   | Spieler             | Nationalität       | Pos | NHL-Team                         | College-/ Junioren-/ Profi-Team      |
| --- | ------------------- | ------------------ | --- | -------------------------------- | ------------------------------------ |
| 184 | Alexander Hellström | Schweden           | D   | St. Louis Blues                  | IF Björklöven (Elitserien)           |
| 189 | Derek Dorsett       | Kanada             | RW  | Columbus Blue Jackets            | Medicine Hat Tigers (OHL)            |
| 196 | Benn Ferriero       | USA                | C   | Phoenix Coyotes (von Toronto)    | Boston College (NCAA)                |
| 198 | Denis Kasionow      | Russland           | LW  | Tampa Bay Lightning              | HK MWD Balaschicha (Superliga)       |
| 200 | Artūrs Kulda        | Lettland           | D   | Atlanta Thrashers (von Edmonton) | HK ZSKA Moskau (Superliga)           |
| 202 | John McCarthy       | USA                | LW  | San Jose Sharks (von Anaheim)    | Boston University (NCAA)             |
| 205 | Andrei Popow        | Russland           | RW  | Philadelphia Flyers              | HK Traktor Tscheljabinsk (Superliga) |
| 211 | Erik Condra         | Vereinigte Staaten | RW  | Detroit Red Wings                | University of Notre Dame (NCAA)      |
| 212 | Logan Pyett         | Kanada             | D   | Detroit Red Wings                | Regina Pats (WHL)                    |
| 213 | Justin Krueger      | Deutschland        | D   | Carolina Hurricanes              | Cornell University (NCAA)            |

## Hoffnungsvollste Talente
Die NHL hat Rankings mit den hoffnungsvollsten Talente zusammengestellt. Es war davon auszugehen, dass die bei den Rankings auf den vorderen Plätzen liegenden Talente als erstes gedraftet werden. Favorit der „First overall“-Draft pick (als erstes ausgewählt) zu werden, war der US-Amerikaner Erik Johnson, der es auch schaffte. Die NHL rechnete folgenden Spieler die größten Chancen zu:

### Rankings
| Nordamerika               | Platz | Europa                    |
| ------------------------- | ----- | ------------------------- |
| Erik Johnson – V          | 1.    | Nicklas Bäckström – C     |
| Jordan Staal – C          | 2.    | Michael Frolík – C/Flügel |
| Jonathan Toews – C/Flügel | 3.    | Jiří Tlustý – C/Flügel    |
| Derick Brassard – C       | 4.    | Juri Alexandrow – V       |
| Phil Kessel – C           | 5.    | Tomáš Káňa – C            |

| Nordamerika      | Platz | Europa          |
| ---------------- | ----- | --------------- |
| Jonathan Bernier | 1.    | Jhonas Enroth   |
| Leland Irving    | 2.    | Semjon Warlamow |
| Jeff Zatkoff     | 3.    | Reto Berra      |

### Deutsche Talente
- Korbinian Holzer (* 16. Februar 1988), gezogen von den Toronto Maple Leafs in Runde 4 (111. gesamt).
- Felix Schütz (* 3. November 1987), gezogen von den Buffalo Sabres in Runde 4 (117. gesamt).
- Constantin Braun (* 11. März 1988), gezogen von den Los Angeles Kings in Runde 6 (164. gesamt).
- Justin Krueger (* 6. Oktober 1986), gezogen von den Carolina Hurricanes in Runde 7 (213. gesamt).

Die in den Scout-Listen geführten Spieler Marcel Müller, Moritz Müller, Elia Ostwald, Christoph Gawlik und Torsten Ankert wurden nicht gezogen.

### Österreichische Talente
- Michael Grabner (* 5. Oktober 1987 in Villach) belegte Platz 15 im Nordamerika-Ranking.

Gezogen von den Vancouver Canucks in der Runde 1 (14. gesamt).
- Andreas Nödl (* 28. Februar 1987 in Wien) belegte Platz 60 im Nordamerika-Ranking.

Gezogen von den Philadelphia Flyers in Runde 2 (39. gesamt).

### Schweizer Talente
- Reto Berra (* 3. Januar 1987), gezogen von den St. Louis Blues in der Runde 4 (106. gesamt).
- Julian Walker (* 10. September 1986), gezogen von den Minnesota Wild in Runde 6 (162. gesamt).
- Michael Dupont (* 20. Dezember 1987), gezogen von den Philadelphia Flyers in Runde 6 (175. gesamt).